# توماس دورن
توماس دورن (بالألمانية: Thomas Dorn)‏ هو مصور ألماني، ولد في 1962 في نويس في ألمانيا.

## وصلات خارجية
- الموقع الرسمي